# 로즈와 버나드
로즈 네들러와 버나드 네들러는 미국의 방송국 ABC의 텔레비전 드라마 시리즈 로스트의 등장인물로 각각 L. 스코트 칼드웰와 샘 앤더슨이 연기했다. 로즈와 버나드는 로즈의 암을 치료한다는 희망을 품고 신혼여행으로 심령술사를 만나기 위해 호주를 찾았다. 버나드가 비행기 안에서 화장실에 들리다가 비행기가 둘로 쪼개져 추락하는 바람에 이 둘은 남태평양의 섬에 각기 다른 곳에 떨어지게 되었다. 이 둘은 시즌 2에서 다시 만나게 되었고 로즈가 이 섬에 온 이후 자신의 암이 치료되었다는 것이 밝혀졌다. 시즌 5에서 시간 여행 후 다른 잔존 생존자들과 떨어져 해변 근처에서 오두막 집을 짓고 살았다.
원래 섬에 추락한 후 남편과 떨어지게 되었다는 설정은 케이트 오스틴에게 갈 예정이었지만 바뀌어 로즈에게 갔다. 이 두사람의 추락 이전의 삶은 칼드웰의 삶에서 설정을 따왔다.